# Przytoczna
Przytoczna (in tedesco Prittisch) è un comune rurale polacco del distretto di Międzyrzecz, nel voivodato di Lubusz.
Ricopre una superficie di 184,5 km² e nel 2004 contava 5702 abitanti.